# 阮福膺蓀
阮福膺蓀（越南语：／，1877年—1935年），號叔荃氏（越南语：／），一說菽荃，阮朝宗室、官員，阮福洪蔎之子，越南國首相阮福寶蔍之父。

## 生平
膺蓀生於嗣德三十年（1877年），爲阮福洪蔎之子，綏理王阮福綿寊之孫。
曾任農貢知縣、廣平按察使、河靜布政使、清化布政使等職。
1925年，按察領清化布政膺蓀陞署布政使。
1933年，在廣治巡撫職上致仕。

## 逸事
有一版法屬印度支那100皮亞斯特紙幣上曾印有一個穿長襖、戴頭巾的越南男人形象，常被誤認爲成泰帝，據研究者考證，該人物實爲在法國學習金融時的膺蓀。

## 家庭
- 子阮福寶蔍，越南國首相[1][3]
- 子阮福寶𦱀，八月革命中擔任抗戰委員會聯絡員，後成爲越南人民軍軍官[13]
  - 孫阮福永慶，畫家、文史研究者[14]

## 荣誉
- 法國榮譽軍團勳章騎士勳位（1930年）[15][16][17]